# Preistoria di Taiwan
La preistoria di Taiwan include la tarda era paleolitica. Durante quel periodo, all'incirca dal 50000 al 10000 a.C., a Taiwan già vivevano delle popolazioni.
Le prove mostrano che la più antica civiltà scoperta a Taiwan era la cultura di Changbin (長濱文化), dal nome di un sito preistorico trovato nella parte orientale di Taiwan. Scheletri umani furono trovati anche a Zuojhen, nella contea di Tainan, chiamati perciò il popolo di Zuojhen. Yuanshan (圓山) e altri siti preistorici furono scoperti nel Bacino di Taipei. Tuttavia, non vi sono prove sufficienti per identificare con certezza a quale gruppo di popolazione appartengano i manufatti.
Taiwan è la Urheimat delle lingue austronesiane. Le testimonianze archeologiche suggeriscono che locutori del pre-proto-austronesiano si diffusero dall'entroterra cinese meridionale a Taiwan in un qualche periodo intorno ad 8.000 anni fa. I risultati della ricerca glottologica inducono a ritenere che sia da quest'isola che popoli marinari migrarono, forse in distinte ondate separate da millenni, nell'intera regione attualmente abbracciata dalle lingue austronesiane. Si ritiene che questa migrazione sia iniziata intorno a 6.000 anni fa. Tuttavia, le prove glottologiche non sono ancora in grado di colmare la lacuna fra quei due periodi.